# Torneo Anual de Primera B 2022 (Liga Catamarqueña)
El Torneo Anual 2021 de Primera B, también denominado Torneo Anual "Catamarca, Tu Capital" por motivos de patrocinio, es organizado por la Liga Catamarqueña de Fútbol. Comenzó el 1 de abril y finalizó el 9 de julio.
Lo disputaron los nueve equipos perteneciente a dicha división. El campeón obtuvo el ascenso directo a la máxima categoría, mientras que los restantes 4 equipos mejor ubicados, jugaron el Petit por el segundo ascenso.
Debido a la pandemia, en el 2021 se decidió suspender los descensos. En la temporada 2022 hubo un nuevo equipo, se trató de San Martín de Chumbicha, que hizo su debut absoluto en la Liga Catamarqueña.

## Ascensos y descensos
| Pos | Descendidos de la Primera División 2021 |
| --- | --------------------------------------- |
| -   | No hubo                                 |

| Prom             | Ascendidos de la Primera B 2021 |
| ---------------- | ------------------------------- |
| Campeón Anual    | Ferrocarriles (Chumbicha)       |
| Subcampeón Anual | Salta Central                   |

## Formato
Torneo Anual 2022
Los 9 equipos jugarán 8 partidos cada uno a lo largo de 9 fechas, en una sola rueda, bajo el sistema de todos contra todos. En este torneo se usará el sistema de puntos, de acuerdo a la reglamentación de la Internacional F. A. Board, asignándose tres puntos al equipo que resulte ganador, un punto a cada uno en caso de empate y cero puntos al perdedor. 
El club que resulte campeón ascenderá a la Primera División 2023, mientras el 2.º, 3.º, 4.º y 5.º clasificarán al Petit Torneo, que otorga el derecho a disputar la Promoción por el segundo ascenso.
El orden de clasificación de los equipos, se determinará en una tabla de cómputo general, de la siguiente manera:
- 1) Mayor cantidad de puntos.
- 2) Mejor performance en los partidos que se enfrentaron entre sí en cada etapa; en caso de igualdad;
- 3) Mayor diferencia de goles; en caso de igualdad;
- 4) Mayor cantidad de goles a favor; en caso de igualdad;
- 5) Sorteo.

En caso de que la igualdad, sea de más de dos equipos, esta se dejará reducida a dos clubes, de acuerdo al orden de clasificación de los equipos determinado anteriormente.

Petit Torneo
Lo jugarán los 4 equipos clasificados del 2º al 5º lugar de la Tabla de posiciones. Se desarrollará mediante el sistema de eliminación directa, a un solo partido. En caso de persistir la igualdad en los 90' de juego, clasificará el equipo mejor ubicado en la tabla de posiciones.
El equipo ganador se adjudicará el derecho a participar de la Promoción por el ascenso a la Primera División 2023 contra el equipo ubicado en la 11.º posiciones de la Primera División.

## Equipos participantes
| Nombre del club                                          | Ciudad            | Departamento | Entrenador        | Fundación               |
| -------------------------------------------------------- | ----------------- | ------------ | ----------------- | ----------------------- |
| Club Fiel, Deportiva, Social y Cultural Asociación Civil | Catamarca         | Capital      | Darío Luján       | 21 de abril de 2007     |
| Club Deportivo Valle Chico                               | Catamarca         | Capital      | Daniel Herrera    | 22 de febrero de 2017   |
| Club Atlético Estudiantes de La Tablada                  | Catamarca         | Capital      | Fernando Cornejo  | 1 de agosto de 1951     |
| Club Atlético Independiente                              | Huillapima        | Capayán      | Daniel Iriarte    | 17 de julio de 1993     |
| Club Atlético Liberal Argentino                          | Catamarca         | Capital      | Carlos Herrera    | 13 de julio de 1963     |
| Club Social y Deportivo Parque Daza                      | Catamarca         | Capital      | Jorge Barrionuevo | 10 de diciembre de 1961 |
| Club Atlético San Isidro                                 | Col. Nueva Coneta | Capayán      | Cristian Romero   | 26 de julio de 2016     |
| Club Sportivo y Cultural San Martín                      | Chumbicha         | Capayán      | Exequiel Oconor   | 1 de noviembre de 1958  |
| Club Atlético Sarmiento                                  | Catamarca         | Capital      | Omar Orellana     | 12 de junio de 1912     |

### Distribución geográfica de los equipos
| Departamento | Cant. | Equipos                                                                                                 |
| ------------ | ----- | --- |
| Capital      | 6     | Club Fiel, Deportivo Valle Chico, Estudiantes de La Tablada, Liberal Argentino, Parque Daza y Sarmiento |
| Capayán      | 3     | Independiente (Huillapima), San Isidro (Nueva Coneta) y San Martín (Chumbicha)                          |

## Estadios
| | | | | |
| | | | | |
| Estadio Malvinas Argentinas Ciudad: Catamarca Capacidad: 6 500 espectadores Propietario: Liga Catamarqueña de Fútbol | Polideportivo Municipal de Chumbicha Ciudad: Chumbicha Capacidad: 3 000 espectadores Propietario: Municipalidad de Capayán | Estadio Sarmiento Ciudad: Catamarca Capacidad: 300 espectadores Propietario: Club Atlético Sarmiento | Estadio Independiente (H) Ciudad: Huillapima Capacidad: 200 espectadores Propietario: Club Atlético Independiente (H) | Estadio Independiente (C) Ciudad: Catamarca Capacidad: 100 espectadores Propietario: Club Atlético Independiente (C) |

## Competición

### Tabla de posiciones
| Pos. | Equipo                     | Pts. | PJ | PG | PE | PP | GF | GC | Dif. |
| ---- | -------------------------- | ---- | -- | -- | -- | -- | -- | -- | ---- |
| 01.º | San Isidro (Nueva Coneta)  | 18   | 8  | 5  | 3  | 0  | 9  | 1  | 8    |
| 02.º | San Martín (Chumbicha)     | 17   | 8  | 5  | 2  | 1  | 14 | 4  | 10   |
| 03.º | Sarmiento                  | 16   | 8  | 5  | 1  | 2  | 13 | 5  | 8    |
| 04.º | Independiente (Huillapima) | 16   | 8  | 5  | 1  | 2  | 12 | 5  | 7    |
| 05.º | Club Fiel                  | 10   | 8  | 2  | 4  | 2  | 13 | 14 | −1   |
| 06.º | Liberal Argentino          | 8    | 8  | 2  | 2  | 4  | 5  | 9  | −4   |
| 07.º | Parque Daza                | 7    | 8  | 2  | 1  | 5  | 10 | 15 | −5   |
| 08.º | Estudiantes de La Tablada  | 4    | 8  | 1  | 1  | 6  | 8  | 19 | −11  |
| 09.º | Deportivo Valle Chico      | 4    | 8  | 1  | 1  | 6  | 4  | 16 | −12  |

|  | Campeón. Asciende a la Primera División 2023. |
|  | Clasifican al Petit Torneo.                   |

#### Evolución de las posiciones
| Equipo / Fecha             | 1  | 2  | 3  | 4  | 5  | 6  | 7  | 8  | 9  |
| -------------------------- | -- | -- | -- | -- | -- | -- | -- | -- | -- |
| Club Fiel                  | 02 | 03 | 04 | 03 | 06 | 06 | 05 | 05 | 05 |
| Deportivo Valle Chico      | 07 | 07 | 07 | 05 | 07 | 08 | 09 | 09 | 09 |
| Estudiantes de La Tablada  | 06 | 09 | 08 | 09 | 09 | 07 | 08 | 08 | 08 |
| Independiente (Huillapima) | 08 | 05 | 06 | 06 | 04 | 04 | 04 | 04 | 04 |
| Liberal Argentino          | 09 | 08 | 09 | 08 | 08 | 09 | 07 | 07 | 06 |
| Parque Daza                | —  | 04 | 05 | 07 | 05 | 05 | 06 | 06 | 07 |
| San Isidro (Nueva Coneta)  | 04 | 01 | 02 | 02 | 01 | 01 | 02 | 01 | 01 |
| San Martín (Chumbicha)     | 01 | 02 | 01 | 01 | 02 | 03 | 03 | 02 | 02 |
| Sarmiento                  | 03 | 06 | 03 | 04 | 03 | 02 | 01 | 03 | 03 |

|  |

### Resultados
| Fecha 1                    | Fecha 1   | Fecha 1                   | Fecha 1             | Fecha 1    | Fecha 1 |
| Local                      | Resultado | Visita                    | Estadio             | Fecha      | Hora    |
| -------------------------- | --------- | ------------------------- | ------------------- | ---------- | ------- |
| Club Fiel                  | 3 - 2     | Estudiantes de La Tablada | Sarmiento           | 1 de abril | 14:30   |
| Sarmiento                  | 2 - 1     | Deportivo Valle Chico     | Sarmiento           | 1 de abril | 16:30   |
| Independiente (Huillapima) | 0 - 1     | San Isidro (Nueva Coneta) | Independiente (H)   | 2 de abril | 16:00   |
| Liberal Argentino          | 0 - 2     | San Martín (Chumbicha)    | Malvinas Argentinas | 3 de abril | 14:30   |
| Equipo Libre: Parque Daza  |           |                           |                     |            |         |

| Fecha 2                   | Fecha 2   | Fecha 2                    | Fecha 2                              | Fecha 2     | Fecha 2 |
| Local                     | Resultado | Visita                     | Estadio                              | Fecha       | Hora    |
| ------------------------- | --------- | -------------------------- | ------------------------------------ | ----------- | ------- |
| San Isidro (Nueva Coneta) | 1 - 0     | Liberal Argentino          | Sarmiento                            | 8 de abril  | 14:30   |
| Estudiantes de La Tablada | 0 - 3     | Parque Daza                | Sarmiento                            | 8 de abril  | 16:30   |
| San Martín (Chumbicha)    | 1 - 1     | Club Fiel                  | Polideportivo Municipal de Chumbicha | 9 de abril  | 14:30   |
| Deportivo Valle Chico     | 0 - 2     | Independiente (Huillapima) | Malvinas Argentinas                  | 10 de abril | 14:30   |
| Equipo Libre: Sarmiento   |           |                            |                                      |             |         |

| Fecha 3                                 | Fecha 3   | Fecha 3                   | Fecha 3             | Fecha 3     | Fecha 3 |
| Local                                   | Resultado | Visita                    | Estadio             | Fecha       | Hora    |
| --------------------------------------- | --------- | ------------------------- | ------------------- | ----------- | ------- |
| Parque Daza                             | 1 - 2     | San Martín (Chumbicha)    | Sarmiento           | 22 de abril | 14:30   |
| Liberal Argentino                       | 0 - 1     | Deportivo Valle Chico     | Sarmiento           | 22 de abril | 16:30   |
| Club Fiel                               | 0 - 0     | San Isidro (Nueva Coneta) | Malvinas Argentinas | 23 de abril | 16:00   |
| Independiente (Huillapima)              | 0 - 1     | Sarmiento                 | Independiente (H)   | 23 de abril | 16:00   |
| Equipo Libre: Estudiantes de La Tablada |           |                           |                     |             |         |

| Fecha 4                                  | Fecha 4   | Fecha 4                   | Fecha 4                              | Fecha 4     | Fecha 4 |
| Local                                    | Resultado | Visita                    | Estadio                              | Fecha       | Hora    |
| ---------------------------------------- | --------- | ------------------------- | ------------------------------------ | ----------- | ------- |
| Deportivo Valle Chico                    | 2 - 2     | Club Fiel                 | Independiente (C)                    | 29 de abril | 14:30   |
| San Isidro (Nueva Coneta)                | 5 - 1     | Parque Daza               | Sarmiento                            | 29 de abril | 14:30   |
| Sarmiento                                | 0 - 1     | Liberal Argentino         | Sarmiento                            | 29 de abril | 16:30   |
| San Martín (Chumbicha)                   | 4 - 1     | Estudiantes de La Tablada | Polideportivo Municipal de Chumbicha | 30 de abril | 14:30   |
| Equipo Libre: Independiente (Huillapima) |           |                           |                                      |             |         |

| Fecha 5                              | Fecha 5   | Fecha 5                    | Fecha 5             | Fecha 5   | Fecha 5 |
| Local                                | Resultado | Visita                     | Estadio             | Fecha     | Hora    |
| ------------------------------------ | --------- | -------------------------- | ------------------- | --------- | ------- |
| Estudiantes de La Tablada            | 0 - 0     | San Isidro (Nueva Coneta)  | Independiente (C)   | 6 de mayo | 14:30   |
| Club Fiel                            | 1 - 4     | Sarmiento                  | Sarmiento           | 6 de mayo | 14:30   |
| Liberal Argentino                    | 0 - 2     | Independiente (Huillapima) | Sarmiento           | 6 de mayo | 16:30   |
| Parque Daza                          | 2 - 0     | Deportivo Valle Chico      | Malvinas Argentinas | 8 de mayo | 14:30   |
| Equipo Libre: San Martín (Chumbicha) |           |                            |                     |           |         |

| Fecha 6                         | Fecha 6   | Fecha 6                   | Fecha 6             | Fecha 6    | Fecha 6 |
| Local                           | Resultado | Visita                    | Estadio             | Fecha      | Hora    |
| ------------------------------- | --------- | ------------------------- | ------------------- | ---------- | ------- |
| San Isidro (Nueva Coneta)       | 1 - 0     | San Martín (Chumbicha)    | Malvinas Argentinas | 13 de mayo | 14:00   |
| Sarmiento                       | 2 - 1     | Parque Daza               | Sarmiento           | 13 de mayo | 15:00   |
| Independiente (Huillapima)      | 3 - 2     | Club Fiel                 | Independiente (H)   | 14 de mayo | 16:00   |
| Deportivo Valle Chico           | 0 - 3     | Estudiantes de La Tablada | Malvinas Argentinas | 15 de mayo | 14:00   |
| Equipo Libre: Liberal Argentino |           |                           |                     |            |         |

| Fecha 7                                 | Fecha 7   | Fecha 7                    | Fecha 7                              | Fecha 7    | Fecha 7 |
| Local                                   | Resultado | Visita                     | Estadio                              | Fecha      | Hora    |
| --------------------------------------- | --------- | -------------------------- | ------------------------------------ | ---------- | ------- |
| Club Fiel                               | 1 - 1     | Liberal Argentino          | Independiente (C)                    | 27 de mayo | 14:00   |
| Estudiantes de La Tablada               | 0 - 4     | Sarmiento                  | Independiente (C)                    | 27 de mayo | 16:00   |
| Parque Daza                             | 0 - 2     | Independiente (Huillapima) | Malvinas Argentinas                  | 28 de mayo | 12:00   |
| San Martín (Chumbicha)                  | 4 - 0     | Deportivo Valle Chico      | Polideportivo Municipal de Chumbicha | 28 de mayo | 16:00   |
| Equipo Libre: San Isidro (Nueva Coneta) |           |                            |                                      |            |         |

| Fecha 8                    | Fecha 8   | Fecha 8                   | Fecha 8             | Fecha 8    | Fecha 8 |
| Local                      | Resultado | Visita                    | Estadio             | Fecha      | Hora    |
| -------------------------- | --------- | ------------------------- | ------------------- | ---------- | ------- |
| Deportivo Valle Chico      | 0 - 1     | San Isidro (Nueva Coneta) | Independiente (C)   | 3 de junio | 14:00   |
| Sarmiento                  | 0 - 1     | San Martín (Chumbicha)    | Sarmiento           | 3 de junio | 15:00   |
| Liberal Argentino          | 1 - 1     | Parque Daza               | Malvinas Argentinas | 4 de junio | 14:00   |
| Independiente (Huillapima) | 3 - 1     | Estudiantes de La Tablada | Independiente (H)   | 4 de junio | 16:00   |
| Equipo Libre: Club Fiel    |           |                           |                     |            |         |

| Fecha 9                             | Fecha 9   | Fecha 9                    | Fecha 9                              | Fecha 9     | Fecha 9 |
| Local                               | Resultado | Visita                     | Estadio                              | Fecha       | Hora    |
| ----------------------------------- | --------- | -------------------------- | ------------------------------------ | ----------- | ------- |
| San Isidro (Nueva Coneta)           | 0 - 0     | Sarmiento                  | Malvinas Argentinas                  | 17 de junio | 14:00   |
| San Martín (Chumbicha)              | 0 - 0     | Independiente (Huillapima) | Polideportivo Municipal de Chumbicha | 17 de junio | 14:00   |
| Estudiantes de La Tablada           | 1 - 2     | Liberal Argentino          | Sarmiento                            | 17 de junio | 14:00   |
| Parque Daza                         | 1 - 3     | Club Fiel                  | Sarmiento                            | 17 de junio | 16:00   |
| Equipo Libre: Deportivo Valle Chico |           |                            |                                      |             |         |

| 1. 2. |

|                                                   |
| Club Atlético San Isidro (Nueva Coneta) 1° título |
| Campeón Torneo Anual 2022 (Primera B)             |

## Petit Torneo

### Cuadro de desarrollo
|  | Semifinales      | Semifinales                | Semifinales      |           |   | Final      | Final      | Final      |  |
|  | 25 y 26 de junio | 25 y 26 de junio           | 25 y 26 de junio |           |   | 2 de julio | 2 de julio | 2 de julio |  |
|  |                  |                            |                  |           |   |            |            |            |  |
|  |                  |                            |                  |           |   |            |            |            |  |
|  | 2                | San Martín (Chumbicha)     | 0                |           |   |            |            |            |  |
|  | 2                | San Martín (Chumbicha)     | 0                |           |   |            |            |            |  |
|  | 5                | Club Fiel                  | 2                |           |   |            |            |            |  |
|  | 5                | Club Fiel                  | 2                |           | 5 | Club Fiel  | 1          |            |  |
|  |                  |                            |                  |           | 5 | Club Fiel  | 1          |            |  |
|  |                  |                            | 3                | Sarmiento | 2 |            |            |            |  |
|  | 3                | Sarmiento                  | 3                | Sarmiento | 2 | 1          |            |            |  |
|  | 3                | Sarmiento                  |                  |           |   | 1          |            |            |  |
|  | 4                | Independiente (Huillapima) | 1                |           |   |            |            |            |  |
|  | 4                | Independiente (Huillapima) | 1                |           |   |            |            |            |  |
|  |                  |                            |                  |           |   |            |            |            |  |

Nota: En caso de empate, el equipo con el menor número de orden avanzará a la siguiente instancia.

### Semifinales
| 25 de junio, 14:00 | San Martín (Ch) | 0 - 2   | Club Fiel                           | Malvinas Argentinas, Catamarca |  |
|                    |                 | Reporte | 56' Matías Martín · 89' Bruno Bazán |                                |  |

| 26 de junio, 14:00                                 | Sarmiento               | 1 - 1   | Independiente (H) | Malvinas Argentinas, Catamarca |  |
|                                                    | Juan Manuel López 45+2' | Reporte | 52' Lucas Romero  |                                |  |
| Sarmiento avanza a la Final por ventaja deportiva. |                         |         |                   |                                |  |

### Final
| 2 de julio, 14:00 | Sarmiento                                       | 2 - 1   | Club Fiel         | Malvinas Argentinas, Catamarca |                            |
|                   | Juan Manuel López 23' · Sergio Pérez Castro 50' | Reporte | 26' Rodrigo Niceo | Árbitro(s): Matías Salcedo     | Árbitro(s): Matías Salcedo |

## Promoción
| 9 de julio, 14:00                   | Ferrocarriles         | 2 - 1   | Sarmiento             | Malvinas Argentinas, Catamarca |                          |
|                                     | José Romero 64' 90+5' | Reporte | 16' Juan Manuel López | Árbitro(s): Carlos Bazán       | Árbitro(s): Carlos Bazán |
| Ferrocarriles mantiene la categoría |                       |         |                       |                                |                          |

## Estadísticas

### Goleadores
| Jugador                            | Equipo                     | Goles |
| ---------------------------------- | -------------------------- | ----- |
| Adrián Coronel                     | Independiente (Huillapima) | 5     |
| Adrián Bustamante                  | San Isidro (Nueva Coneta)  | 4     |
| Cristian Tapia                     | San Martín (Chumbicha)     | 4     |
| Damián Moreno                      | San Martín (Chumbicha)     | 4     |
| José Utrera                        | Club Fiel                  | 4     |
| Actualizado al 17 de junio de 2022 |                            |       |

| Gabriel Brizuela    | Independiente (Huillapima) | 3 |
| Gerardo Más         | Sarmiento                  | 3 |
| Ismael Chaile       | Parque Daza                | 3 |
| Lucas Vargas        | San Martín (Chumbicha)     | 3 |
| Sergio Pérez Castro | Sarmiento                  | 3 |
| Abel Martín Toledo  | Estudiantes de La Tablada  | 2 |
| Axel Manuel Mejias  | Estudiantes de La Tablada  | 2 |
| Darío Romero        | San Martín (Chumbicha)     | 2 |
| Exequiel Soria      | Club Fiel                  | 2 |
| Facundo Chazampi    | Parque Daza                | 2 |
| Gastón Carrizo      | Estudiantes de La Tablada  | 2 |
| Gastón Quiroga      | Sarmiento                  | 2 |
| Juan López          | Sarmiento                  | 2 |
| Pablo Herrera       | Parque Daza                | 2 |
| Rodrigo Niceo       | Club Fiel                  | 2 |
| Silvio Castillo     | Deportivo Valle Chico      | 2 |
| Alejandro Bazán     | San Isidro (Nueva Coneta)  | 1 |
| Carlos Bazán        | Sarmiento                  | 1 |
| Carlos Granados     | Liberal Argentino          | 1 |
| Carlos Romero       | Independiente (Huillapima) | 1 |
| Cristian De Torres  | Independiente (Huillapima) | 1 |
| Douglas Pereira     | Estudiantes de La Tablada  | 1 |
| Enzo Leyes          | San Isidro (Nueva Coneta)  | 1 |
| Fabio Coronel       | Estudiantes de La Tablada  | 1 |
| Facundo Sosa        | Liberal Argentino          | 1 |
| Gabriel Sánchez     | Parque Daza                | 1 |
| Julio Reinoso       | Parque Daza                | 1 |
| Kevin Argañaráz     | Liberal Argentino          | 1 |
| Kevin Arreguez      | Liberal Argentino          | 1 |
| Leonel Ávalos       | San Isidro (Nueva Coneta)  | 1 |
| Marcos Ahumada      | Sarmiento                  | 1 |
| Marcos Gutiérrez    | Club Fiel                  | 1 |
| Marcos Salcedo      | Deportivo Valle Chico      | 1 |
| Mariano Belmonte    | Club Fiel                  | 1 |
| Mariano Cuevas      | Deportivo Valle Chico      | 1 |
| Matías Karamatich   | Independiente (Huillapima) | 1 |
| Matías Martín       | Club Fiel                  | 1 |
| Mauricio Olmedo     | San Martín (Chumbicha)     | 1 |
| Mauro Velázquez     | Parque Daza                | 1 |
| Nahuel Silva        | Independiente (Huillapima) | 1 |
| Nicolás Bazán       | Liberal Argentino          | 1 |
| Tobías Zalazar      | Club Fiel                  | 1 |
| Víctor Cardozo      | Club Fiel                  | 1 |
| Walter Moreno       | San Isidro (Nueva Coneta)  | 1 |

### Autogoles
| Jugador       | Equipo    | Anot. | Fecha   |
| ------------- | --------- | ----- | ------- |
| Rodrigo Niceo | Club Fiel | 1     | Fecha 5 |